# Puebla de Almenara (kommun)
Puebla de Almenara är en kommun i Spanien.   Den ligger i provinsen Provincia de Cuenca och regionen Kastilien-La Mancha, i den centrala delen av landet, 100 km sydost om huvudstaden Madrid. Antalet invånare är 461.